# Ameropterus versicolor
Ameropterus versicolor är en insektsart som först beskrevs av Hermann Burmeister 1839.  Ameropterus versicolor ingår i släktet Ameropterus och familjen fjärilsländor. Inga underarter finns listade i Catalogue of Life.